# Árvore genealógica dos Duques de Aquitânia
Esta página refere-se à árvore genealógica dos Duques de Aquitânia, entre 898 e 1204.

Escudo do Brasão de Armas do Ducado da Aquitânia.